# Curcuma strobilifera
Curcuma strobilifera là một loài thực vật có hoa trong họ Gừng. Loài này được Nathaniel Wallich liệt kê năm 1832. Mô tả khoa học đầu tiên cho loài do John Gilbert Baker cung cấp năm 1890.

## Phân bố
Loài này có tại vùng Bago (tên cũ Pegu), Myanmar.

## Mô tả
Thân rễ nhỏ, mang vài củ hình cầu không cuống. Lá khoảng 6, mọc thành búi lá. Cuống lá xanh lục, xẻ rãnh sâu, 6-8 inch (15-20 cm). Lá nhỏ, thuôn dài, 6-8 × 2,5-3 inch (15-20 × 6,5-7,5 cm), màu xanh lục tươi, đỉnh nhọn, đáy hơi thuôn tròn, màu lục sẫm dọc theo gân. Cuống cụm hoa ngắn hơn nhiều so với cuống lá. Cành hoa bông thóc thuôn dài, 3-4 × 2 inch (7,5-10 × 5 cm). Các lá bắc giống nhau, xanh lục, rất tù, tỏa rộng ở đỉnh. Hoa dài như lá bắc. Các phần của tràng hoa nhỏ, màu ánh trắng tới vàng nhạt. Cánh môi ngắn, uốn cong xuống, tròn, có khía răng cưa khác biệt.